# Appartement des bains du château de Versailles
L'appartement des bains du château de Versailles était une somptueuse enfilade de pièces que Louis XIV avait fait construire au rez-de-chaussée de l'aile Nord du corps central du château de Versailles pour se relaxer en compagnie de sa favorite, la marquise de Montespan. Ils ont ensuite été réaménagés en appartements pour les filles de Louis XV, puis en salles du musée de l'Histoire de France, avant d'être rétablis à leur état d'appartements des filles de Louis XV au XXe siècle.

## Description

### Vestibule dorique
Le vestibule dorique est la plus vaste pièce de l'appartement, il fut nommé ainsi en raison des huit colonnes d'ordre dorique qui soutenaient son plafond. Elles étaient en marbre « jaspé de blanc et de rouge », leurs chapiteaux et leurs bases étaient « d'un autre marbre un peu plus gris qu'on appelle petite brèche ».

### Salle de Diane, ou pièce ionique
La salle de Diane (ou pièce ionique) fut garnie de « marbre blanc et noir de Charlemont et de marbre des Pyrénées. »

### Cabinet octogone ou cabinet des Mois
Les murs du cabinet octogone (ou cabinet des Mois) furent garnis de marbre rouge et blanc du Languedoc. Cette pièce fut également décorée de « douze statues d'adolescents ailés, grandeur nature, en plomb et étain doré, tenant une corne d'abondance et un flambeau que l'on pouvait allumer, figurant les douze mois de l'année ». Cette pièce était « l’une des créations les plus originales du Roi-Soleil, dont la richesse en marbres, sculptures et peintures, surpassait celle du grand appartement. »

### Chambre des bains
Cette pièce fut, comme les autres, paneautée de marbre, ses colonnes étaient en marbre isabelle, et il y fut également accroché un miroir au cadre de marbre. Le lit qui fut placé, « au fond, dans une alcôve », était « recouvert de brocart à figures pastorales. »

### Cabinet des bains
Le sol de cette pièce fut « marqueté des plus beaux marbres », les murs furent également habillés d'une marquetterie de marbres polychromes et elle était également « riche de trois baignoires, dont l'une en marbre de Rance, d'un seul morceau [...] ou l'on descendait par trois marches » et qui, de par sa taille imposante (trois mètres de diamètre sur un de profondeur), « permettait à plusieurs personnes de se baigner ensemble, selon l'usage du temps. » Elle était « alimentée par un savant système de tuyauterie en eau chaude parfumée d'herbes odoriférantes. »